# Pacug
Pacug (Italijansko Pazzugo) je zaselek ob istoimenskem zalivu v naselju Portorož v Občini Piran. Leži v Slovenski Istri, med Strunjanom in Fieso. Zaliv je obrnjen na sever, proti Trstu.
Zaselek je znan predvsem kot otroško obmorsko letovišče, ki ga danes vodi Zveza prijateljev mladine Slovenije.